# Skandál (Glee)
Skandál (v anglickém originále Showmance) je druhá epizoda amerického televizního seriálu Glee. Epizoda měla premiéru na televizním kanálu Fox dne 9. září 2009. Scénář epizody napsali tvůrci seriálu Ryan Murphy, Brad Falchuk a Ian Brennan a režie se ujal Murphy. V epizodě je hlavním tématem snaha o přijetí nových tváří do sboru, když členové New Directions vystupují ve školním shromáždění s písničkou „Push It“ od Salt-n-Pepa.
V druhé epizodě začínají vznikat dva milostné trojúhelníky; první mezi Rachel (Lea Michele), Finnem (Cory Monteith) a Quinn (Dianna Agron) a druhý mezi Emmou (Jayma Mays), Willem (Matthew Morrison) a Terri (Jessalyn Gilsig), a začínáme vidět protivníka v Sue Sylvester (Jane Lynch), která chce zničit sbor.

## Děj
Sue Sylvester, trenérka mezinárodně uznávaných roztleskávaček ze střední školy Williama McKinleyho informuje Willa Schuestera, že jeho sbor musí mít minimálně dvanáct členů, aby se mohl zúčastnit regionálního kola. Will se rozhodne, že se New Directions předvedou na školním shromáždění, aby sbor získal nové členy. Členové sboru odmítají na shromáždění písničku „Le Freak“ od Chica a tak Will navrhne kompromis, aby předvedli „Gold Digger“ od Kanyeho Westa. Rachel je zamilovaná do Finna a proto se rozhodne ke vstupu do celibátního klubu, který navštěvuje i Finnova přítelkyně, hlavní roztleskávačka Quinn Fabray. Rachel brzy zjistí, že celibátní klub je místo, kde se dospívající snaží získat co nejvíce blízko k sobě jak to jde, ale bez jakékoliv sexuální aktivity. Quinn a další členové klubu se snaží seznámit s Rachel, ona je ale sama sebou a snaží se hlavně zapůsobit na Finna. Rachel také svolá tajnou schůzku členů sboru, aby jejich vystoupení na shromáždění tajně změnili na píseň „Push It“ od Salt-n-Pepa, se slovy, aby dali divákům, to co chtějí (sex). Studenti píseň vřele přijmou, ale ředitel Figgins (Iqbal Theba) je poté nestále zaplavován stížnostmi od rodičů studentů a vydá seznam schválených písní (většinou s náboženskou tematikou), na které New Directions mohou v budoucnosti vystupovat. Will se velice rozzlobí za Rachel, za to co udělala, a když Quinn, Santana (Naya Rivera) a Brittany (Heather Morris) úspěšně absolvují konkurz do sboru s písní „I Say a Little Prayer“, tak Will udělí Quinn sólo v písni „Don't Stop Believin'“, které původně zpívala Rachel. Sue později sdělí Quinn, aby se pokusila zničit sbor zvnitřku.
Doma je Will pod tlakem své ženy Terri, aby si našel druhou práci, aby se mohli ještě před narozením dítěte nastěhovat do nového domova. Začne tedy ve škole pracovat ještě jako školník a stráví několik romantických chvil se školní poradkyní Emmou. Fotbalový trenér Ken Tanaka (Patrick Gallagher) je pozoruje a později varuje Emmu, že bude jen Willova záložní holka. Když se jí Will pak zeptá, jestli by s ním šla zase po škole, Emma ho odmítá a řekne mu, že bude mít rande s Kenem. Terri objeví, že ve skutečnosti měla jen hysterické těhotenství a ve skutečnosti těhotná není, ale nemůže se přes to přenést a přiznat to Willovi, a tak mu zalže, že čeká syna. Řekne Willovi, aby přestal pracovat jako školník a nabídne, že by mohla svůj pokoj použít jako pokoj pro miminko, takže se nemusí stěhovat. Po soukromé zkoušce se Finn a Rachel políbí a Finn je poté ohromen zkušeností předčasné ejakulace. Ztrapněný odchází a řekne Rachel, aby zapomněla, co se stalo a že se vrací ke Quinn. Epizoda končí, když smutná Rachel zpívá „Take A Bow“ od Rihanny spolu s Mercedes (Amber Riley) a Tinou (Jenna Ushkowitz) jako doprovodem.

## Seznam písní
- „Le Freak“
- „Gold Digger“
- „All by Myself“
- „Push It“
- „I Say a Little Prayer“
- „Take A Bow“

## Hrají
| Dianna Agron     | Quinn Fabray          |
| Chris Colfer     | Kurt Hummel           |
| Jessalyn Gilsig  | Terri Schuester       |
| Jane Lynch       | Sue Sylvester         |
| Jayma Mays       | Emma Pillsburry       |
| Kevin McHale     | Artie Abrams          |
| Lea Michele      | Rachel Berry          |
| Cory Monteith    | Finn Hudson           |
| Matthew Morrison | William Schuester     |
| Amber Riley      | Mercedes Jones        |
| Naya Rivera      | Santana Lopez         |
| Mark Salling     | Noah „Puck“ Puckerman |
| Jenna Ushkowitz  | Tina Cohen-Chang      |

## Natáčení
První veřejné promítání epizody proběhlo v červenci na Comic Conu na panelu Glee.
Vedlejší role, které se objeví v této epizodě hrají Patrick Gallagher jako fotbalový trenér Ken Tanaka, Iqbal Theba jako ředitel Figgins, Jennifer Aspen jako Terrina sestra Kendra Giardi, Romy Rosemont jako Finnova matka Carole Hudson, Ken Choi jako Terrin gynekolog doktor Wu a Naya Rivera a Heather Morris jako nové členky sboru Santana Lopez a Brittany. Valorie Hubbard v epizodě hostuje jako Peggy.